# كولن هارفي (كاتب خيال علمي)
كولن هارفي (بالإنجليزية: Colin Harvey)‏ هو كاتب خيال علمي بريطاني، ولد في 11 نوفمبر 1960 في كورنوال في المملكة المتحدة، وتوفي في 15 أغسطس 2011 بسبب سكتة.